# Гулевка
Гулевка (укр. Гулівка) — село в Поворской сельской общине Ковельского района Волынской области Украины.
Код КОАТУУ — 0722187402. Население по переписи 2001 года составляет 237 человек. Почтовый индекс — 45051. Телефонный код — 3352. Занимает площадь 1,736 км².